# Supunna coloripes
Supunna coloripes là một loài nhện trong họ Corinnidae.
Loài này thuộc chi Supunna. Supunna coloripes được Charles Athanase Walckenaer miêu tả năm 1805.